# Gallinago stricklandii
Gallinago stricklandii là một loài chim trong họ Scolopacidae.